# Murilo Rubião
Murilo Eugênio Rubião Rubião (Carmo de Minas, 1º giugno 1916 – Belo Horizonte, 16 settembre 1991) è stato uno scrittore, giornalista, politico e diplomatico brasiliano.

## Biografia
Murilo Rubião nacque nel 1916 a Carmo de Minas, figlio di scrittori. All'età di sette anni si trasferì a Belo Horizonte dove visse fino ai suoi ultimi giorni.
Si laureò in Diritto e lavorò in diversi settori della comunicazione: come redattore in due grandi giornali, e come
conduttore radiofonico.
Nel 1939 fondò la “União Estadual dos Estudantes de Minas Gerais”
Nel 1945 venne scelto come rappresentante dello Stato di Minas Gerais nel “I Congresso Brasileiro de Escritores” ed eletto presidente della “Associação  Brasileira de escritores (MG)”.
Fu attivo anche nella politica collaborando con Juscelino Kubitscheck.
Nel 1956 lasciò il Brasile e visse in Spagna per quattro anni, lavorando come pubblicista e come addetto commerciale del Brasile. 
Morì nel 1991; pochi giorni dopo venne inaugurata la mostra “Murilo Rubião: Construtor do Absurdo”, organizzata in suo onore dall'amministrazione della città di Belo Horizonte.

## Caratteristiche letterarie
Murilo Rubião appartiene al movimento del Realismo magico, il quale si basa sulla mescolanza tra la nostra realtà e la realtà dell'assurdo.
I suoi testi cominciano spesso con citazioni bibliche, la cui pertinenza verrà rivelata nel corso del testo.
La lettura di questi brani non è sempre lineare, perché Rubião lascia volutamente alcuni "vuoti" affinché i lettori possano elaborare autonomamente il proprio parere su fatti importanti della narrazione, e possano identificarsi con i personaggi, in modo tale che la fine di ogni racconto sia percepita differentemente a seconda del lettore.

## Opere
- O ex-mágico (1947)
- A estrela vermelha (1953)
- Os dragões e outros contos (1965)
- O pirotécnico Zacarias (1974)
- O convidado (1974)
- A casa do girassol vermelho (1978)
- O homem do boné cinzento e outras histórias (1990)
- Contos reunidos (2005)